# Anarthria scabra
Anarthria scabra är en gräsväxtart som beskrevs av Robert Brown. Anarthria scabra ingår i släktet Anarthria och familjen Anarthriaceae. Inga underarter finns listade i Catalogue of Life.